# Fót
Pour les articles homonymes, voir Fot.
Fót est une ville et une commune du comitat de Pest en Hongrie.

## Jumelages
La ville de Fót est jumelée avec :
- Bălăușeri (Roumanie)
- San Benedetto dei Marsi (Italie)
- Batiovo (Ukraine)